# Besut
Besut is een district in de Maleisische deelstaat Terengganu.
Het district telt 141.000 inwoners op een oppervlakte van 1200 km².